# Pielonefrită
Pielonefrita (din greacă πήληξ – pyelum, "pelvis renal", νεφρός – nefros, "rinichi", și -ita, "inflamație") este o boală infecțioasǎ a tractului urinar, localizată la nivelul parenchimului și a pelvisului renal, fiind provocată de obicei de Escherichia coli (80%), Proteus mirabilis, Enterococus faecalis, Klebsiella pneumoniae. Pielonefrita apare mult mai des la femei decât la bărbați (raport de 6:1). Netratatǎ, boala poate evolua către septicemie, pionefroză, urosepsis, infarct renal sau chiar moarte. 
Pielonefrita cronică și cea acută sunt 2 entități diferite: 
- pielonefrita acută este infecția acută a rinichiului cu frison, febră, durere și sensibilitate în flancul respectiv.
- pielonefrita cronică se prezintă cu insuficiență renală cronică, și apare pe fondul unei infecții ale tractului urinar din copilărie asociată cu reflux și cicatrizări renale.

## Cauze
Una din cele mai frecvente cauze ale pielonefritei este pătrunderea organismelor din colon în căile urinare. Majoritatea cazurilor de pielonefrita debutează cu o infecție a căilor urinare inferioare (cistită, prostatită), bacteriile din vezica urinară fiind aduse în pelvisul renal prin reflux vezico-ureteral. Alți factori de risc sunt anomalii structurale ale cailor urinare, litiaza renala, cateterizarea tractului urinar, sarcina, diabet zaharat, stări imunodeficiente, etc. 

## Simptomatologie
- Dureri la percuția lojei renale (semnul lui Giordano);
- disurie (durere în timpul urinarii), polakiuria (urinari frecvente);
- febra (>38 grade Celsius);
- tahicardie, cefalee;
- slăbiciune, lipsa poftei de mâncare.

## Diagnostic
- Examenul urinei: leucociturie, proteinurie, urocultura pozitivă. Cilindri leucocitari (examen sumar).
- Examenul de sânge: leucocitoza, neutrofilie.

## Tratament
Tratament cu antibiotice: cefalosporine de generația a treia, gentamicină, fluorochinolone.